# Creole Rock
Creole Rock (Frans: Rocher Créole) is een onbewoonde rotspunt en beschermd natuurgebied op het Franse deel van Sint Maarten. Er bevinden zich veel vissen en koraal rond de rotsen. Het kan met de boot worden bereikt vanaf Grand Case, maar Creole Rock zelf mag niet worden betreden.
Creole Rock is zo genoemd omdat het lijkt op het gezicht van een inheemse man die in het water ligt. Er zijn boeien in de buurt van de rots waar boten kunnen aanleggen, maar er mogen bij het eiland geen motoren worden gebruikt. Het water is ongeveer 9 meter diep. De rots zelf wordt gebruikt door bruine pelikanen en bruine genten.
Creole Rock is sinds 1998 een beschermd natuurgebied dat onderdeel is van het Nationaal Natuurreservaat Saint-Martin.

## Galerij

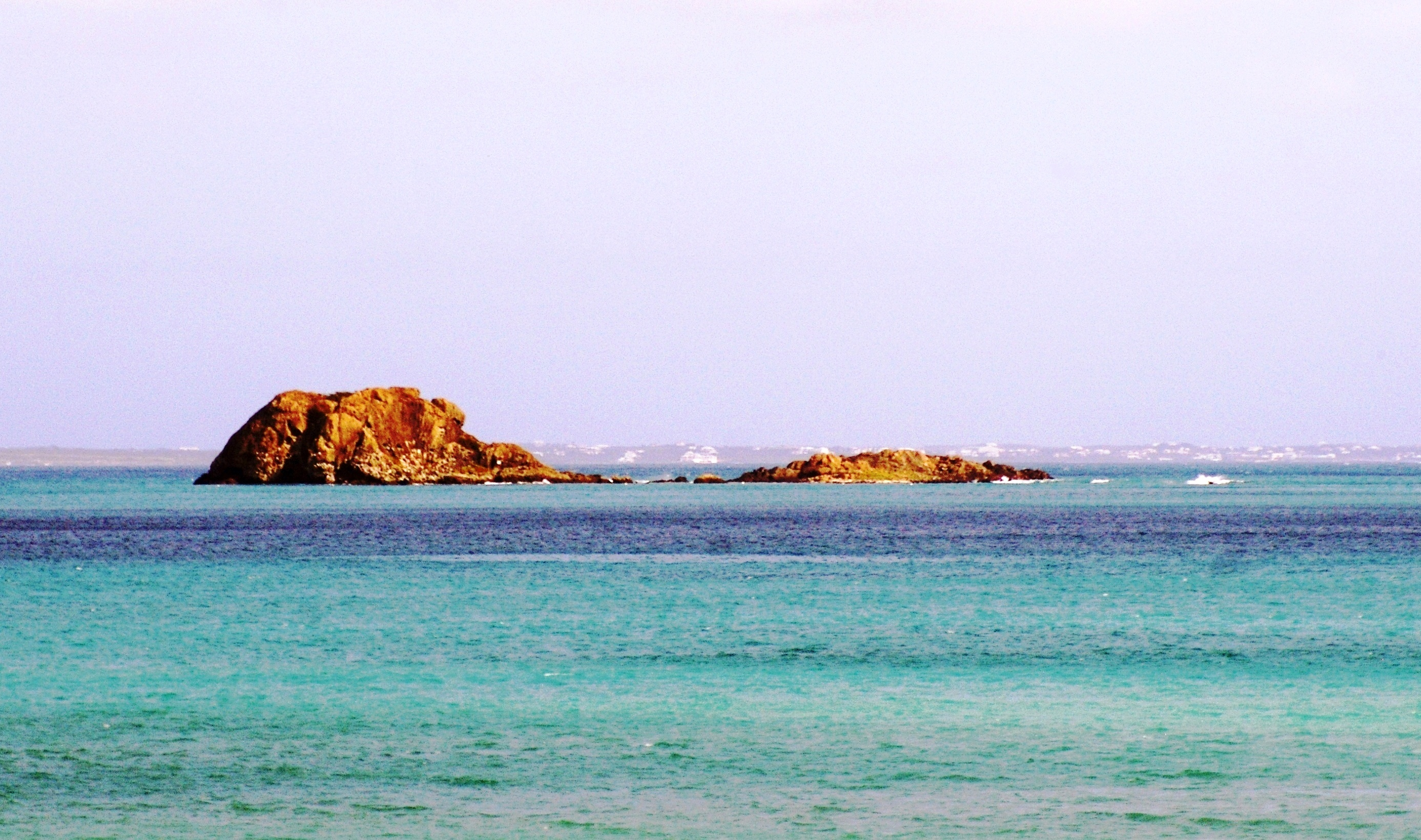
Creole Rock in het zonzicht
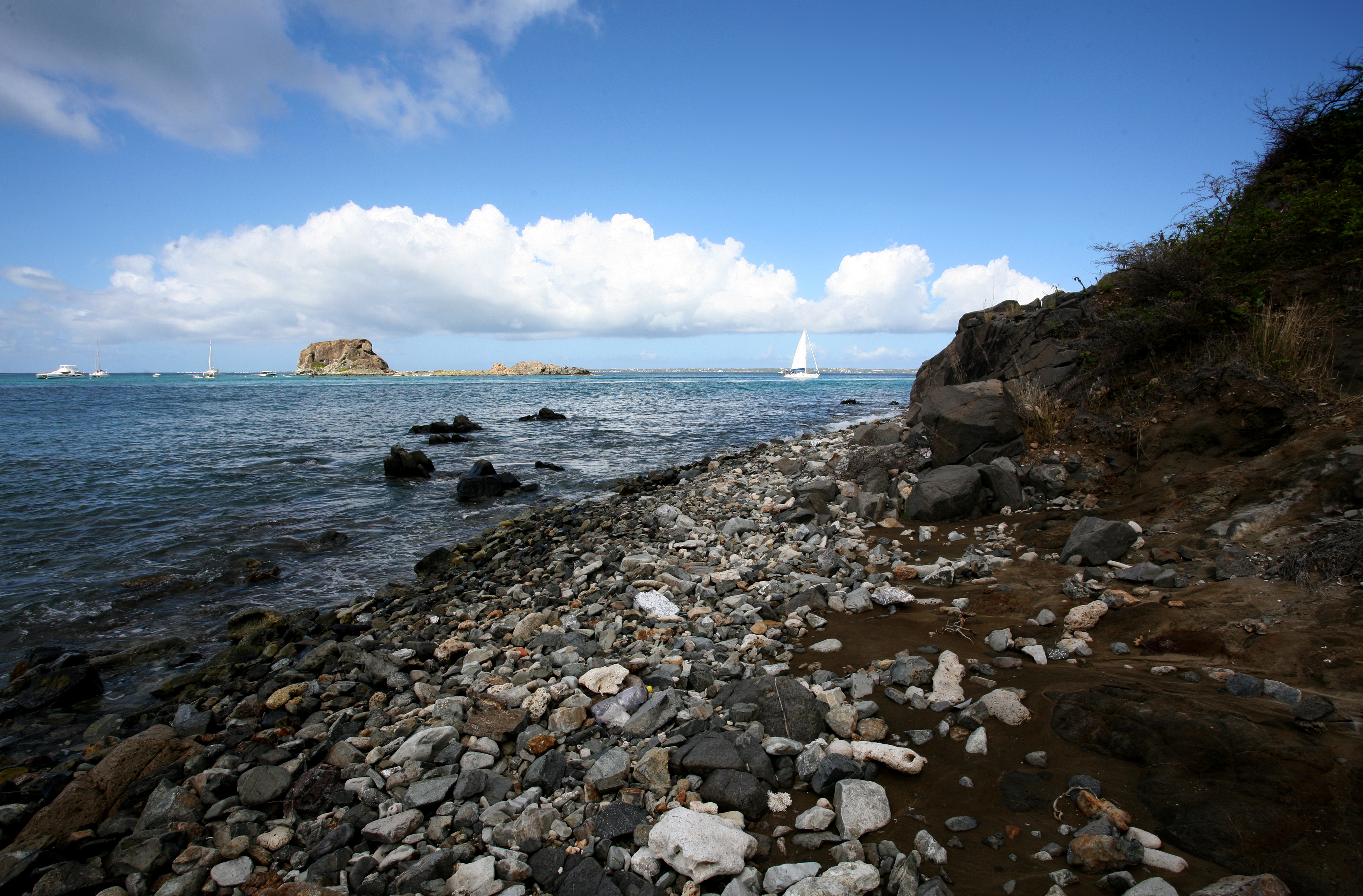
Creole Rock gezien vanaf de kust